# Oreophrynella quelchii
Espèce
Statut de conservation UICN

 VU D2 : Vulnérable
Oreophrynella quelchii est une espèce d'amphibiens de la famille des Bufonidae.

## Répartition
Cette espèce se rencontre dans la zone frontalière entre le Guyana et le Venezuela entre 2 300 et 2 800 m d'altitude sur le mont Roraima et le tepuy Wei-Assipu.
Sa présence est incertaine au Brésil. On la mentionne néanmoins sur le mont  Roraima, à la jonction du Brésil, du Guyana et du Venezuela https://www.slate.fr/monde/mont-roraima-tepuy-secrets-venezuela-bresil-guyana-legendes-endemique-montagne-faune-flore.

## Étymologie
Cette espèce est nommée en l'honneur de John Joseph Quelch.

## Publication originale
- Boulenger, 1895 : Description of a new batrachian (Oreophryne quelchii) discovered by Messrs. J. J. Quelch and F. McConnell on the summit of Mt. Roraima. Annals and Magazine of Natural History, ser. 6, vol. 15, p. 521–522 (texte intégral).